# Черновицкий трамвай
Черновицкий трамвай (укр. Чернівецький трамвай) — закрытая трамвайная система, существовавшая в 1897—1967 годах в городе Черновцы.

## История
Трамвайная линия была запущена 3 июня 1897 года. Маршрут проходил от моста над Прутом до городского вокзала через центральную площадь. По линии ходило два вида вагонов. Двухосные вагоны ходили по всей протяжённости линии, а четырёхосные — от моста над Прутом до Центральной площади. После присоединения Румынией этих территорий билет на проезд стоил 5 лей. Однако позже была введена система, по которой стоимость билета зависела от длины поездки.
20 марта 1967 года Черновицкий трамвай прекратил своё существование.
В 1997 году по случаю 100-летия Черновицкого трамвая в сквере Гагарина был установлен отреставрированный вагон серии «900» № 10, помещённый на постамент.